# Катастрофа Як-40 под Красноводском
Катастрофа Як-40 под Красноводском — авиационная катастрофа, произошедшая пятничной ночью 15 августа 1975 года близ Красноводска. Авиалайнер Як-40 Бакинского ОАО авиакомпании «Аэрофлот» завершал регулярный пассажирский рейс А-53 по маршруту Баку — Красноводск, но при заходе на посадку в Красноводском аэропорту лайнер вошёл в турбулентность. При входе в турбулентность лайнер потерял управление, после чего неуправляемый лайнер врезался в скалу и полностью разрушился. Из находившихся на его борту 38 человек — 34 пассажиров и 4 членов экипажа, погибли 23 человека, выжили 15.
Согласно результатам расследования, причиной катастрофы явилось попадание самолёта на высоте ниже 400 метров на удалении 5—8 километров от ВПП в опасные метеоявления — сильный нисходящий поток в зоне орографической турбулентности перед возвышенностью, обусловленный сильным порывистым ветром до 30 м/с.

## Самолёт
Як-40 с бортовым номером 87323 (заводской — 9330230, серийный — 30-02) был выпущен Саратовским авиационным заводом 31 августа 1973 года и передан Главному управлению гражданского воздушного флота, которое 1 октября направило его в Бакинский авиаотряд Азербайджанского управления ГВФ. На момент катастрофы авиалайнер имел 2130 часов налёта и 1914 посадок.

## Экипаж
Состав экипажа рейса А-53 был из 339-го лётного отряда, в состав которого входили 4 человек:
- Командир воздушного судна (КВС) — Каро Газарович Кочарян;
- Второй пилот — Азиз Гамбарович Гамбаров;
- Бортмеханик — Сергей Артунуювич Гудманов;

В салоне авиалайнера работала стюардесса Надежда Петровна Суслина.

## Хронология событий
15 августа 1975 года в 22:17 местного времени (21:17 МСК) рейс А-53 с 34 пассажирами и 4 членами экипажа вылетел из Бакинского аэропорта Бина, а рейс выполнял Як-40 борт СССР-87323, летящий из Баку в Красноводск, а после набора высоты лайнер занял эшелон полёта FL150 (4500 метров). Всего на его борту находились 38 человек: 34 пассажира (по некоторым данным, на самолёте летела свадьба) и 4 члена экипажа.
Согласно имеющемуся прогнозу, в Красноводске ожидалась пыльная буря, сплошная с небольшими прояснениями облачность, ветер северо-западный (320—340°) 12—15 м/с, видимость 2—4 километра. В 21:37:50 экипаж связался с диспетчером подхода и получил сведения о фактической погоде и разрешение на снижение. В 21:53:20 экипаж доложил пролёт ДПРМ на высоте 1200 метров, тогд диспетчер передал условия захода: круг 500 метров левый, посадочный курс 340°, давление 746 мм рт.ст., после чего разрешил снижаться до высоты 500 метров. В 22:54:30 с самолёта доложили о занятии высоты 500 метров.

### Катастрофа
Когда экипаж проходил траверз ДПРМ с радиальным удалением 10 километров, диспетчер предупредил их о возможной сильной болтанке над горами. В 22:56:15 расстояние до аэропорта составляло 14 километров, когда диспетчер разрешил выполнять третий разворот, а в 22:57:30 экипаж доложил о начале четвёртого разворота. Далее экипаж вышел на предпосадочную прямую и по указанию диспетчера начал снижаться с вертикальной скоростью 1,5 м/с. В 9,5 километрах от аэропорта Як-40 был на высоте 400 метров и экипаж рассчитывал пройти ДПРМ на высоте 300 метров. Но из-за усилившегося встречного ветра путевая скорость снизилась, а в 7,5 километрах от аэропорта, когда высота уже составляла 300 метров, экипаж выпустил закрылки в посадочное положение на 35°. Двигатели работали в режиме 92 %, а выпуск закрылков привёл к тому, что за 20—25 секунд скорость снизилась 260 до 200—210 км/ч, тогда как вертикальная скорость возросла до 2,5 м/с.
В 6 километрах от аэропорта экипаж увидел, что высота составляет 230 метров, поэтому потянул штурвал «на себя», тем самым выровняв самолёт на высоте 200—210 метров при приборной скорости 170—180 км/ч. Однако набирать высоту самолёт из-за этого не стал, вероятно, из-за попадания в мощный нисходящий воздушный поток со скоростью не менее 5 м/с. В посадочной конфигурации и работающими во взлётном режиме двигателями Як-40 на высоте 210 метров и с приборной скоростью 180 км/ч приближался к возвышенности высотой 120 метров над уровнем аэродрома и не мог набрать высоту.
Попытка пилотов увеличить высоту взятием штурвалов «на себя» привела к тому, что приборная скорость снизилась до 170 км/ч. Экипаж это увидел и тогда отклонил штурвалы от себя на 7°. Затем мощный вертикальный порыв за 1,5—2 секунды вывел авиалайнер на вертикальную перегрузку 1,3—1,4g, из-за чего приборная скорость начала колебаться в районе 130—170 км/ч. Самолёт оказался на закритических углах атаки, после чего при правом крене в 6° начал резко заваливаться влево. Командир попытался парировать его отклонением штурвала вправо и на себя, а также отклонением руля направления вправо на 20°, и доложил: «Сильная болтанка!!!». Когда левый крен через несколько секунд достиг 40°, то возникла вертикальная перегрузка до 0.6g. Отклонение руля высоты вверх на кабрирование (подъём носа) не могло создать положительной перегрузки из-за малой скорости 150 км/ч. Левый крен, достигнув 40°, после этого уменьшился до 25° за счёт отклонения руля направления, но затем вновь начал расти и достиг 45°.
Скорость самолёта уже была близка к сваливанию, а с большим левым креном и мощным нисходящим воздушным потоком это привело к тому, что за 7 секунд высота уменьшилась на 95—120 метров. В 22:01 летящий с приборной скоростью 150 км/ч по курсу 300—320° на высоте 159 метров (79 метров над уровнем аэродрома) Як-40 в 1 километре Красноводскиим морской порт, в 2 км от посёлка Кенар и в 4700 метрах от торца ВПП и в 210 метрах левее её оси при крене 45°скользя ударился законцовкой крыла о скалу. Крен сразу уменьшился до 10—12°, после чего через 25 метров на высоте 165 метров (85 метров над уровнем аэродрома) авиалайнер ударился о скалу нижней частью фюзеляжа. От удара оторвало правую плоскость крыла, правую стойку шасси и правый двигатель. Развернувшись вправо вокруг поперечной оси, а также вокруг продольной, самолёт с креном около 90° врезался в землю и фюзеляж полностью разрушился, а затем частично сгорел.
В катастрофе погибли 23 человека: бортмеханик, стюардесса и 21 пассажир.

## Причины
1. Попадание самолёта на высоте ниже 400 метров на удалении 5—8 километров от ВПП в опасные метеоявления — сильный нисходящий поток в зоне орографической турбулентности перед возвышенностью, обусловленный сильным порывистым ветром до 30 м/с.
Этому способствовало:
  1. неизученность специалистами АМСГ особенностей возникновения интенсивной турбулентности в зоне заходов с МК=340°
  2. отсутствие в инструкции по производству полётов предупреждения о наличии указанных явлений
  3. отсутствие информации о сильных нисходящих потоках в районе возвышенностей.

2. Недостаточный опыт полётов экипажа в данных условиях, а также скоротечность происходящих событий, что привело к запоздалым действиям по своевременному определению потери высоты и увеличении мощности двигателей до взлетного.

Вины службы движения в авиационном происшествии не выявлено.
— 